# یوچا
یوچا (به پرتغالی: Uchoa) یک شهر و شهرستان برزیل در برزیل است که در ایالت سائوپائولو واقع شده‌است.

## خصوصیات
یوچا ۲۵۲٫۵ کیلومترمربع مساحت و ۹٬۴۷۱ نفر جمعیت دارد و ۴۸۵ متر بالاتر از سطح دریا واقع شده‌است.